# Tobermorit
Tobermorit (IMA-Symbol Tbm) ist ein relativ selten vorkommendes Mineral aus der Mineralklasse der „Silikate und Germanate“ mit der chemischen Zusammensetzung Ca4Si6O17(H2O)2·(Ca·3H2O) (vereinfacht Ca5Si6O17·5H2O) und damit chemisch gesehen ein wasserhaltiges Calcium-Silikat. Strukturell gehört Tobermorit zu den Ketten- und Bandsilikate (Inosilikate).
Tobermorit kristallisiert im orthorhombischen Kristallsystem und entwickelt winzige leistenförmige Kristalle, die Fasern ähneln. Des Weiteren kommt er in Form faseriger Bündel, rosetten- oder garbenförmiger sowie strahliger oder gefiederter Mineral-Aggregate bis etwa 6 cm Größe und in feinkörnigen Massen vor.
In reiner Form ist Tobermorit farblos und durchsichtig mit einem glasähnlichen Glanz auf den Oberflächen. Bei faserigen Aggregaten zeigen die Oberflächen dagegen einen eher schimmernden Seidenglanz. Durch vielfache Lichtbrechung aufgrund von Gitterfehlern oder polykristalliner Ausbildung kann er aber auch durchscheinend weiß sein und durch Fremdbeimengungen eine hellrosaweiße bis rötlichweiße oder gelbbraune bis braune Farbe annehmen. Seine Strichfarbe ist allerdings immer weiß.

## Etymologie und Geschichte
Erstmals entdeckt wurde Tobermorit durch Matthew Forster Heddle (1828–1897) in den Klippen nördlich von Tobermory auf der Isle of Mull in Schottland. Heddle beschrieb seinen Fund 1882 in der 4. Ausgabe des Fachmagazins Mineralogical Magazine als „Zeolith“, der sich massiv oder sehr feinkörnig in kleinen, ausschließlich vollständig gefüllten Drusen fand und benannte das Mineral nach dem der Typlokalität nahe gelegenen Ortschaft.
Typmaterial des Minerals wird im Natural History Museum in London unter der Katalog-Nummer 1937,1490 und im National Museum of Natural History unter der Katalog-Nummer 119008 aufbewahrt. Diese Angaben werden allerdings vom Typmineral-Katalog der International Mineralogical Association (IMA) nicht bestätigt.
Tobermorit war bereits lange vor der Gründung der IMA bekannt und als eigenständige Mineralart anerkannt. Damit hätte Tobermorit theoretisch den Status eines grandfathered (G) Minerals. In der 2014 erfolgten Publikation der IMA: Commission on new minerals and mineral names wurden allerdings die chemischen Zusammensetzungen der Mitglieder der Tobermoritgruppe neu definiert (englisch: Redefined, kurz Rd). Zudem wurde der ursprüngliche Tobermorit in die zwei Minerale Tobermorit und Kenotobermorit aufgeteilt. Der nun als Neudefinition anerkannte Tobermorit wird seitdem in der „Liste der Minerale und Mineralnamen“ der IMA unter der Summenanerkennung „IMA 2014 s.p.“ (special procedure) geführt.

## Klassifikation
Bereits in der veralteten 8. Auflage der Mineralsystematik nach Strunz gehörte der Tobermorit zur Mineralklasse der „Silikate und Germanate“ und dort zur Abteilung der „Kettensilikate und Bandsilikate (Inosilikate)“, wo er zusammen mit Okenit die „Tobermorit-Okenit-Gruppe“ mit der System-Nr. VIII/D.10 und den weiteren Mitgliedern Nekoit, Plombièrit und Riversideit sowie im Anhang mit Miserit, Scawtit und Yuksporit (auch Juxporit) und den inzwischen als zweifelhaft geltenden Istisuit und Jusit bildete.
Im zuletzt 2018 überarbeiteten und aktualisierten Lapis-Mineralienverzeichnis nach Stefan Weiß, das sich aus Rücksicht auf private Sammler und institutionelle Sammlungen noch nach dieser alten Form der Systematik von Karl Hugo Strunz richtet, erhielt das Mineral die System- und Mineral-Nr. VIII/F.19-020. In der „Lapis-Systematik“ entspricht dies ebenfalls der Abteilung „Ketten- und Bandsilikate“, wo Tobermorit zusammen mit Jusit, Klinotobermorit, Plombièrit, Riversideit, Tacharanit und Whelanit die unbenannte Gruppe VIII/F.19 bildet.
Auch die von der International Mineralogical Association (IMA) zuletzt 2009 aktualisierte 9. Auflage der Strunz’schen Mineralsystematik ordnet den Tobermorit in die Abteilung der „Ketten- und Bandsilikate (Inosilikate)“ ein. Diese ist allerdings weiter unterteilt nach der Struktur der Silikatketten bzw. -bänder, so dass das Mineral entsprechend seiner Zusammensetzung in der Unterabteilung „Ketten- und Bandsilikate mit 3-periodischen Einfach- und Mehrfachketten“ zu finden ist, wo es Als Namensgeber die „Torbermoritgruppe“ mit der System-Nr. 9.DG.10 und den weiteren Mitgliedern Jusit, Klinotobermorit und Riversideit bildet.
Die vorwiegend im englischen Sprachraum gebräuchliche Systematik der Minerale nach Dana ordnet den Tobermorit ebenfalls in die Klasse der „Silikate und Germanate“ und dort in die Abteilung der „Schichtsilikate: Zweidimensionale unbegrenzte Lagen mit anderen als sechsgliedrigen Ringen“ ein. Hier ist er zusammen mit Klinotobermorit, Nekoit, Okenit, Oyelith, Plombièrit, Riversideit, Tacharanit in der „Tobermoritgruppe (5- und 8-gliedrige Ringe)“ mit der System-Nr. 72.03.02 innerhalb der Unterabteilung „Schichtsilikate: Zweidimensionale unbegrenzte Lagen mit anderen als sechsgliedrigen Ringen: 3-, 4- oder 5-gliedrige Ringe und 8-gliedrige Ringe“ zu finden.

## Kristallstruktur
Tobermorit kristallisiert in der orthorhombischen Raumgruppe C2221 (Raumgruppen-Nr. 20) mit den Gitterparametern a = 11,27 Å; b = 7,35 Å und c = 22,74 Å sowie 4 Formeleinheiten pro Elementarzelle.
Es werden insgesamt vier strukturelle Varianten unterschieden: Klinotobermorit, Tobermorit-9Å, Tobermorit-11Å und Tobermorit-14Å.
Tobermorit-14Å, -11Å und -9Å unterscheiden sich dabei nur in ihrem Kristallwassergehalt (H2O), der bei Tobermorit-14Å am höchsten ist. Beim Erhitzen auf über 80 °C reduziert sich der Wassergehalt auf zwei Moleküle Wasser pro Formeleinheit im Tobermorit-11Å. Beim weiteren Erhitzen auf über 280 °C dehydratisiert das Mineral vollständig und geht in den wasserfreien Tobermorit-9Å über. Der Gitterparameter für c verringert sich dabei von 27,94 Å beim Tobermorit-14Å über 22,6 Å beim Tobermorit-11Å auf 18,7 Å beim Tobermorit-9Å. Der wasserlose Tobermorit-9Å ist unter natürlichen Atmosphärebedingungen allerdings metastabil und wandelt sich unter Aufnahme von H2O zurück in die 11Å-Phase.

## Modifikationen und Varietäten
Die Verbindung Ca4Si6O17(H2O)2·(Ca·3H2O) ist dimorph und tritt in der Natur neben dem orthorhombisch kristallisierenden Tobermorit noch als monoklin kristallisierender Klinotobermorit auf.
Als Crestmoreit wird ein Gemenge aus Tobermorit und Apatit oder einem Mineral der Ellestaditgruppe bezeichnet. Beschrieben wurde Crestmoreit erstmals 1917 durch Arthur Starr Eakle (1862–1931), der die Proben des Materials in den kristallinen Kalksteinbrüchen bei Crestmore im Riverside County von Kalifornien (USA) sammelte.

## Bildung und Fundorte

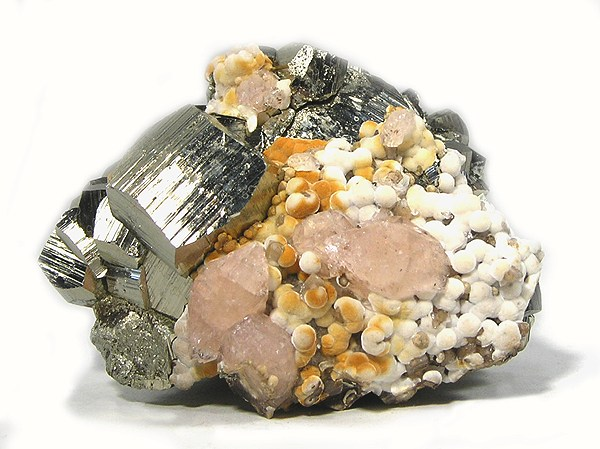
Mehrfach-Paragenese mit Tobermorit (weiß), Apophyllit (rosa) und Pyrit aus Noche Buena, Municipio Melchor Ocampo (México)

Tobermorit bildet sich hydrothermal aus Calciumcarbonaten, die durch Kontaktmetamorphose und Metasomatose umgewandelt wurden und findet sich in Bläschen und Hohlraumfüllungen in Basalten. Als Begleitminerale können Calcit, Ettringit, Portlandit und verschiedene Zeolithe auftreten.
Als eher seltene Mineralbildung kann Tobermorit an verschiedenen Fundorten zum Teil reichlich vorhanden sein, insgesamt ist er aber wenig verbreitet. Weltweit sind bisher rund 120 Vorkommen für Tobermorit dokumentiert. Außer an seiner Typlokalität bei Tobermory auf der Isle of Mull fand sich das Mineral in Schottland noch bei Drynock, Dun Kraiknish (auch Loch Eynort) und Portree auf der Isle of Skye sowie bei Castle Hill nahe Kilbirnie im Council Area North Ayrshire. Daneben konnte Tobermorit im Vereinigten Königreich noch bei Carneal, Ballycraigy und am Scawt Hill in Nordirland entdeckt werden.
In Deutschland trat das Mineral unter anderem im Steinbruch „Höwenegg“ in Baden-Württemberg, im Steinbruch am Zeilberg bei Maroldsweisach in Bayern, in den Steinbrüchen „Bonacker“ bei Gedern und „Gaulsberg“ bei Ortenberg sowie am Roßberg bei Roßdorf in Hessen, im Basaltsteinbruch „Burgkopf“ bei Hoffeld und am Ettringer Bellerberg sowie an mehreren Orten in der Vulkaneifel in Rheinland-Pfalz sowie in einem aufgelassenen Steinbruch bei Baruth bei Bautzen und im Kirchbergbruch nahe Sproitz in Sachsen auf.
In Österreich konnte Tobermorit bisher nur in der Steiermark, genauer in einem Basaltsteinbruch bei Klöch und am Steinberg nahe Mühldorf bei Feldbach entdeckt werden.
Weitere Fundorte liegen unter anderem in Aserbaidschan, Australien, Bosnien und Herzegowina, Chile, China, Frankreich, Island, Israel, Italien, Japan, Jordanien, Kanada, Kuba, Mexiko, der Mongolei, in Namibia, Neuseeland, Norwegen, auf den Philippinen, Polen, Rumänien, Russland, Schweden, Slowakei, Spanien, Südafrika, auf Taiwan, Tschechien, der Türkei, Ungarn und in den Vereinigten Staaten von Amerika (Arizona, Arkansas, Idaho, Kalifornien, Nevada, North Carolina, Oregon, Texas, Utah, Virginia).

## Künstliche Entstehung und Verwendung

### Hydratationsreaktionen in künstlichen mineralischen Baustoffen
Tobermorit ist ein Bestandteil von abgebundenem Zementleim.
Bei der Herstellung von Kalksand-Produkten (Kalksandstein, Porenbeton) aus Quarzsand und Calciumoxid oder Calciumhydroxid durch Hydrothermalbehandlung im Autoklaven bilden sich CSH-Phasen, welche die Sandkörner miteinander verkitten. Bei den üblichen Bedingungen mit Temperaturen zwischen 150 und 220 °C, Härtungsdauer von 3 bis 8 Stunden und Sattdampfdruck von 8 bis 16 bar bestehen die CSH-Phasen überwiegend aus dem widerstandsfähigen Tobermorit-11Å.
Im Verlauf der Carbonatisierung von Porenbeton wird die Phase 11Å-Tobermorit teilweise zu Calciumcarbonat und Kieselgel abgebaut, wodurch die Festigkeit des Materials sinkt. Die Mechanismen und Einflussfaktoren sind noch nicht vollständig verstanden.

### Opus Caementitium

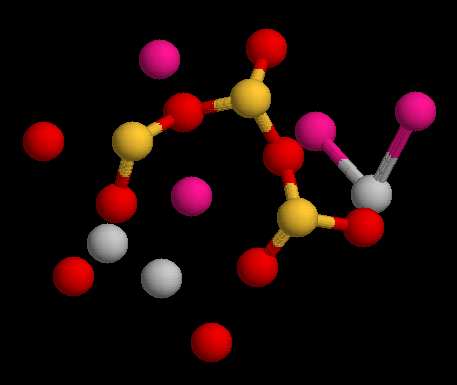
Kristallstruktur von Tobermorit (Elementarzelle)

Aluminisierter Tobermorit wurde in römischen Beton gefunden, der als Opus caementitium bezeichnet wird.
Offenbar führten phillipsit-haltige Vulkanaschen und Tuff, welche die Römer der Mischung beisetzten, im Kontakt mit Meerwasser zur Ausbildung von besonders widerstandsfähigen kristallinen Strukturen, die den römischen Beton Jahrtausende überdauern ließ, wenn dieser etwa zum Bau von Hafenanlagen eingesetzt wurde.